# Grundtatbestand
Der Grundtatbestand im Strafrecht bildet die Ausgangsform eines jeweiligen Deliktstyps. In ihm sind die Mindestvoraussetzungen der Strafbarkeit eines bestimmten Handelns oder Unterlassens festgehalten. Zum Grundtatbestand gibt es Tatbestandsabwandlungen. Hervorzuheben sind die qualifizierenden und privilegierenden Tatbestände, weiterhin gibt es unselbständige und verselbständigte Modifikationen.

## Veranschaulichung am Grundtatbestand der Körperverletzung im deutschen Strafrecht
Das folgende Beispiel soll dem Verständnis dienen, beschreibt aber nicht die vollständige Systematik der Straftaten gegen die körperliche Unversehrtheit.
Der Grundtatbestand der Körperverletzung ist in § 223 StGB geregelt. Er verlangt, dass der Täter „eine andere Person körperlich misshandelt oder an der Gesundheit schädigt“. Es wird also jede vorsätzliche Handlung sanktioniert, die die körperliche Integrität eines anderen Menschen einschränkt. Wer diesen Tatbestand erfüllt, „wird mit Freiheitsstrafe bis zu fünf Jahren oder mit Geldstrafe bestraft“.
- Um den besonderen Unrechtsgehalt bestimmter Begehungsweisen oder Tatfolgen einer Körperverletzung zu begegnen, hat der Gesetzgeber mit § 224, § 225, § 226 und § 227 StGB tatbestandliche Abwandlungen geschaffen. § 223 StGB ist als Grundtatbestand bei der juristischen Gutachtenprüfung unabdingbare Durchgangsebene. Er muss erfüllt sein, bevor die nachfolgenden Paragraphen der Körperverletzung geprüft werden können.

- § 224 StGB (Gefährliche Körperverletzung) sanktioniert dabei Begehungsweisen der Tat, die geeignet sind, schwere bis schwerste Folgen beim Opfer hervorzurufen (z. B. mittels Gift, mittels einer Waffe oder auch mithilfe eines Beteiligten). Aufgrund der Gefährlichkeit der Tat für das Opfer und dem zum Grundtatbestand des § 223 StGB gesteigerten Unrechtsgehalt der Tat ist das gesetzliche Strafmaß im Vergleich zum Grunddelikt auf „Freiheitsstrafe von sechs Monaten bis zu zehn Jahren“ erhöht.
- § 225 StGB (Misshandlung von Schutzbefohlenen) schützt minderjährige und wehrlose Personen, die in besonderem Maße auf besonderen staatlichen Schutz angewiesen sind. Aufgrund ihrer Wehrlosigkeit kommt im Falle der Tatbestandsverwirklichung auch ein besonderes Maß an Vorwerfbarkeit zum Ausdruck, welche ebenfalls ein erhöhtes Strafmaß rechtfertigen. Die Misshandlung eines Schutzbefohlenen verlangt nach § 225 Abs. 1 StGB eine Freiheitsstrafe von sechs Monaten bis zu zehn Jahren, wobei auch die Unterlassungstat unter Strafe gestellt wird („[…] oder wer durch böswillige Vernachlässigung seiner Pflicht, für sie [schutzbefohlene Person] zu sorgen, sie an der Gesundheit schädigt […]“).
- § 226 StGB sanktioniert eine schwere Folge der nach §§ 223 und/oder 224 StGB begangenen Körperverletzung. Eine schwere Folge ist z. B. der irreversible Verlust eines Körperteils oder Organs. Die Tat wird mit Freiheitsstrafe von einem bis zu zehn Jahren bestraft.
- § 227 StGB schließlich stellt die schwerste Form der Körperverletzung unter Strafe: Die Körperverletzung mit Todesfolge. Handelt der Täter ohne Tötungsvorsatz aber mit Körperverletzungsvorsatz (also nicht, um sein Opfer zu töten, wobei der Erfolg aber trotzdem eintritt), ist weder Mord noch Totschlag, sondern immer eine Körperverletzung einschlägig. Die im Todeserfolg realisierte besonders schwere Folge geht über die besonders schwere Folge des § 226 StGB hinaus und wird deshalb wiederum strenger sanktioniert. § 227 Abs. 1 StGB fordert eine „Freiheitsstrafe nicht unter drei Jahren“.
- Die §§ 224, 225, 226 und 227 StGB verdrängen basierend auf der Konkurrenzlehre jeweils § 223 StGB. Eine Strafbarkeit wegen gefährlicher Körperverletzung und einer Körperverletzung ist nicht möglich.

- Weiterhin gibt es die Regelungen des § 228 StGB (Körperverletzung mit Einwilligung), des § 229 StGB (fahrlässige Körperverletzung) und des § 231 StGB (Beteiligung an einer Schlägerei).

All diese Tatbestandsabwandlungen sind ohne die Verwirklichung des Grundtatbestandes des § 223 StGB nicht strafbar. Die Strafbarkeit setzt immer auch die Verwirklichung des Grundtatbestandes voraus.